# Andrea Toniatti
Andrea Toniatti, né le 13 août 1992 à Rovereto (Trentin-Haut-Adige), est un coureur cycliste italien.

## Biographie
Andrea Toniatti naît le 13 août 1992 à Rovereto en Italie.
Il entre en 2012 dans l'équipe Zalf Euromobil, qui devient Zalf Euromobil Désirée Fior en 2014.

## Palmarès
- 2009[1]
  - 1re étape du Tre Ciclistica Bresciana
  - 2e du Tre Ciclistica Bresciana
  - 3e de la Piccola Tre Valli Varesine
- 2011
  - 2e de la Coppa 1° Maggio
- 2012
  - 2e du Trofeo Gavardo Tecmor
- 2013
  - Coppa Varignana
  - 4e étape du Tour de la Vallée d'Aoste
  - Trofeo Gianfranco Bianchin
  - Ruota d'Oro
  - 2e du championnat d'Italie du contre-la-montre espoirs
  - 3e du Mémorial Gerry Gasparotto
  - 3e du Tour d'Émilie amateurs
- 2014
  - Grand Prix de la ville de Felino
  - Grand Prix Santa Rita
  - Coppa Città di San Daniele
  - 2e du Mémorial Gerry Gasparotto
  - 2e du Grand Prix de Poggiana
  - 3e du Trophée de la ville de Brescia
- 2015
  - Coppa Caduti di Reda
  - Gran Premio Sannazzaro
  - 2e de Florence-Empoli
  - 3e du Gran Premio Montanino
  - 3e de la Medaglia d'Oro Frare De Nardi
- 2016
  - Coppa Caduti di Reda
  - Trophée Raffaele Marcoli
  - 3e du Mémorial Vincenzo Mantovani
- 2017
  - Grand Prix Laguna
  - Piccola Sanremo
  - Coppa Caduti di Reda
  - Gran Premio Montanino
  - Medaglia d'Oro Frare De Nardi
  - Trofeo Alcide Degasperi
  - Trophée Rigoberto Lamonica
  - 2e du Gran Premio Somma
  - 3e de la Coppa San Geo
  - 3e du Grand Prix Santa Rita
  - 3e du Grand Prix Colli Rovescalesi
  - 3e de la Coppa Città di San Daniele
- 2018
  - Tour de la Province de Bielle
  - Coppa Penna
  - 2e de Florence-Viareggio
  - 2e du Gran Premio Comune di Cerreto Guidi
  - 3e du Grand Prix Laguna
  - 3e de la Coppa Fiera di Mercatale
- 2019
  - Versilia-Michele Bartoli (contre-la-montre par équipes)
  - Trophée Matteotti amateurs
  - 3e du Trofeo Comune di Monte Urano
  - 3e du Trophée de la ville de Brescia

## Classements mondiaux
| Année           | 2012   | 2013 | 2014 | 2015 | 2016 | 2017 | 2018 |
| --------------- | ------ | ---- | ---- | ---- | ---- | ---- | ---- |
| UCI Europe Tour | 1 107e | 268e | 295e | 716e | nc   | 491e | 846e |